# Pausanias Katsotas
Pausanias Katsotas (* 1896 im Stamna; † 14. Februar 1991 in Athen) war ein griechischer Armeeoffizier und Politiker.

## Leben
Pausanias Katsotas wurde 1896 in Ätolien-Akarnanien geboren. Er absolvierte 1916 die Hellenische Armeeakademie als Infanterie-Leutnant und diente bis zu seiner freiwilligen Pensionierung 1929 in der Armee. Nach dem Ausbruch des Griechisch-Italienischen Krieges 1940 wurde er in den Dienst zurückgerufen und kämpfte an der albanischen Front als Regimentskommandant im Range eines Oberstleutnants. Nach dem deutschen Einmarsch in Griechenland im April 1941 floh er aus dem Land und schloss sich den Truppen der griechischen Regierung im Exil im Nahen Osten an. Er übernahm das Kommando der 1. Griechischen Infanteriebrigade, mit der er in der Zweiten Schlacht von El Alamein kämpfte.
Nach der Befreiung Griechenlands 1944 wurde er Minister für öffentliche Ordnung in dem kurzlebigen Kabinett von Panagiotis Kanellopoulos (November 1945) und Leiter des Militärkommandos von Athen. Im Jahr 1946 trat er wieder in den Ruhestand und trat dann bei den Wahlen im März 1946 erfolgreich für einen Sitz im hellenischen Parlament ein und vertrat seine Präfektur Ätolien-Akarnanien. Im Jahr 1949, während der letzten Phasen des Griechischen Bürgerkriegs, wurde er erneut in den Dienst und als Leiter des Militärkommandos in Zentralgriechenland berufen. Er trat 1950 im Rang eines Generalmajors zurück.
Bei den Wahlen im März 1950 wurde er erneut in das Parlament gewählt. Er wurde Innenminister im Kabinett von Sophoklis Venizelos (März–April 1950) und Minister-Gouverneur von Nord-Griechenland im Nikolaos Plastiras Kabinett (Mai–August 1950). 1954 wurde er zum Bürgermeister von Athen gewählt, einen Posten, den er bis 1959 mit geringen Unterbrechungen innehatte. 1960 gründete Katsotas seine eigene politische Partei, die „Arbeiterpartei“ (Εργατοτεχνικό Κόμμα), die 1961 Georgios Papandreou Zentrumsunion (Enosis Kendrou) beitrat. Von Februar–Juni 1964 diente Katsotas als Minister für soziale Wohlfahrt unter Papandreous.
Pausanias Katsotas wurde von König Georg II. (Griechenland) und König Paul I von Griechenland der Phönix-Orden verliehen. Weiter Auszeichnungen die ihm zuteilwurden waren zweimal das Kreuz der Tapferkeit und viermal das Kriegskreuz und eine Großzahl weitere Kriegs- und Verdienstorden.
Er ist der Verfasser seiner Autobiografie „Das Jahrzehnt 1940–1950“ (griechisch: Η Δεκαετία 1940–50) die sich mit der politischen Periode von 1940 bis 1950 befasst.
Katsotas starb am 14. Februar 1991 und liegt auf dem Ersten Athener Friedhof begraben. Sein Urenkel ist der griechische Jurist und Politiker Pausanias Papageorgiou.